# Bahnstrecke South Lagrange–Searsport
| Streckenlänge: | 88,2 km                         |                                             |                                             |
| Spurweite: | 1435 mm (Normalspur)            |                                             |                                             |
| Zweigleisigkeit: | ehemals bis Northern Maine Jct. |                                             |                                             |
| |                                 |                                             |                                             |
| Gesellschaft: | CMQR                            |                                             |                                             |
| \| \| \| von Brownville \| \| \| \| \| von Packards \| \| \| \| 0,0 \| South Lagrange ME \| South Lagrange ME \| \| \| \| nach Old Town \| \| \| \| 5,8 \| Bradford ME \| Bradford ME \| \| \| ? \| Ricker Siding \| Ricker Siding \| \| \| 14,0 \| Hudson ME \| Hudson ME \| \| \| 25,4 \| Glenburn ME \| Glenburn ME \| \| \| 30,7 \| North Bangor ME \| North Bangor ME \| \| \| \| Verbindungsgleis nach Bangor \| \| \| \| \| Strecke Cumberland–Bangor \| \| \| \| 39,6 \| Northern Maine Junction \| Northern Maine Junction \| \| \| \| Verbindungsgleis nach Cumberland und Bangor \| \| \| \| 45,1 \| Hampden ME \| Hampden ME \| \| \| 47,8 \| Arey ME \| Arey ME \| \| \| 55,7 \| Winterport ME \| Winterport ME \| \| \| 61,5 \| Frankfort ME \| Frankfort ME \| \| \| ? \| Mosquito Mountain ME \| Mosquito Mountain ME \| \| \| 69,7 \| Prospect ME \| Prospect ME \| \| \| 75,6 \| Sandy Point ME \| Sandy Point ME \| \| \| \| Cape Junction \| \| \| \| \| nach Cape Jellison \| \| \| \| 80,8 \| Stockton ME \| Stockton ME \| \| \| 84,0 \| Kidder ME \| Kidder ME \| \| \| 86,6 \| Searsport ME \| Searsport ME \| \| \| 88,2 \| Searsport ME Mack Point \| Searsport ME Mack Point \| |                                 |                                             |                                             |
| Strecke |                                 | von Brownville                              | von Brownville                              |
| Abzweig geradeaus und ehemals von links |                                 | von Packards                                | von Packards                                |
| Dienststation / Betriebs- oder Güterbahnhof | 0,0                             | South Lagrange ME                           | South Lagrange ME                           |
| Abzweig geradeaus und ehemals nach links |                                 | nach Old Town                               | nach Old Town                               |
| ehemaliger Bahnhof | 5,8                             | Bradford ME                                 | Bradford ME                                 |
| ehemaliger Dienststation / Betriebs- oder Güterbahnhof | ?                               | Ricker Siding                               | Ricker Siding                               |
| ehemaliger Bahnhof | 14,0                            | Hudson ME                                   | Hudson ME                                   |
| ehemaliger Bahnhof | 25,4                            | Glenburn ME                                 | Glenburn ME                                 |
| ehemaliger Bahnhof | 30,7                            | North Bangor ME                             | North Bangor ME                             |
| Abzweig geradeaus und nach links |                                 | Verbindungsgleis nach Bangor                | Verbindungsgleis nach Bangor                |
| Kreuzung geradeaus oben |                                 | Strecke Cumberland–Bangor                   | Strecke Cumberland–Bangor                   |
| Dienststation / Betriebs- oder Güterbahnhof | 39,6                            | Northern Maine Junction                     | Northern Maine Junction                     |
| Abzweig geradeaus, nach links und von links |                                 | Verbindungsgleis nach Cumberland und Bangor | Verbindungsgleis nach Cumberland und Bangor |
| Dienststation / Betriebs- oder Güterbahnhof | 45,1                            | Hampden ME                                  | Hampden ME                                  |
| ehemaliger Bahnhof | 47,8                            | Arey ME                                     | Arey ME                                     |
| ehemaliger Bahnhof | 55,7                            | Winterport ME                               | Winterport ME                               |
| ehemaliger Bahnhof | 61,5                            | Frankfort ME                                | Frankfort ME                                |
| ehemaliger Haltepunkt / Haltestelle | ?                               | Mosquito Mountain ME                        | Mosquito Mountain ME                        |
| ehemaliger Bahnhof | 69,7                            | Prospect ME                                 | Prospect ME                                 |
| ehemaliger Bahnhof | 75,6                            | Sandy Point ME                              | Sandy Point ME                              |
| ehemaliger Dienststation / Betriebs- oder Güterbahnhof |                                 | Cape Junction                               | Cape Junction                               |
| Abzweig geradeaus, ehemals nach links und ehemals von links |                                 | nach Cape Jellison                          | nach Cape Jellison                          |
| ehemaliger Bahnhof | 80,8                            | Stockton ME                                 | Stockton ME                                 |
| ehemaliger Bahnhof | 84,0                            | Kidder ME                                   | Kidder ME                                   |
| Dienststation / Betriebs- oder Güterbahnhof | 86,6                            | Searsport ME                                | Searsport ME                                |
| Betriebs-/Güterbahnhof Streckenende | 88,2                            | Searsport ME Mack Point                     | Searsport ME Mack Point                     |

Die Bahnstrecke South Lagrange–Searsport ist eine Eisenbahnstrecke in Maine (Vereinigte Staaten). Sie ist 88,2 Kilometer lang und verbindet den Knotenbahnhof South Lagrange mit dem Seehafen Searsport. Die normalspurige Strecke wird heute durch die Central Maine and Quebec Railway ausschließlich im Güterverkehr betrieben.

## Geschichte
Die Orte auf der Westseite des Mündungsgebiets des Penobscot River waren Anfang des 20. Jahrhunderts noch ohne Eisenbahnanschluss geblieben. Vor allem der Seehafen in Searsport und die Stadt Winterport boten einiges Transportpotential. Bereits früher gab es Planungen für eine Eisenbahn in diesem Gebiet. Die 1869 gegründete Penobscot River Railroad wollte eine Strecke von Rockland über Belfast nach Winterport bauen. Der Plan wurde jedoch nie verwirklicht. 1870 wurde außerdem eine Winterport Railroad gegründet, die diese Strecke nach Bangor verlängern sollte. Beide Gesellschaften wurden in den 1870er Jahren wieder aufgelöst und der Bahnbau zwischen Bangor und Winterport ließ weitere drei Jahrzehnte auf sich warten.
Schließlich war es die 1904 gegründete Northern Maine Seaport Railroad, die 1905 mit dem Streckenbau begann. Man wollte nun nicht nur Winterport und den Seehafen Searsport an die Stadt Bangor anbinden, sondern auch eine kürzere Strecke zum Netz der Bangor and Aroostook Railroad (BAR) im Norden des Bundesstaats schaffen. Aus diesem Grund wählte man als nördlichen Endpunkt nicht Bangor, sondern den Bahnhof South Lagrange an der Hauptstrecke der BAR. Am 21. November 1905 ging die gesamte Strecke in Betrieb.

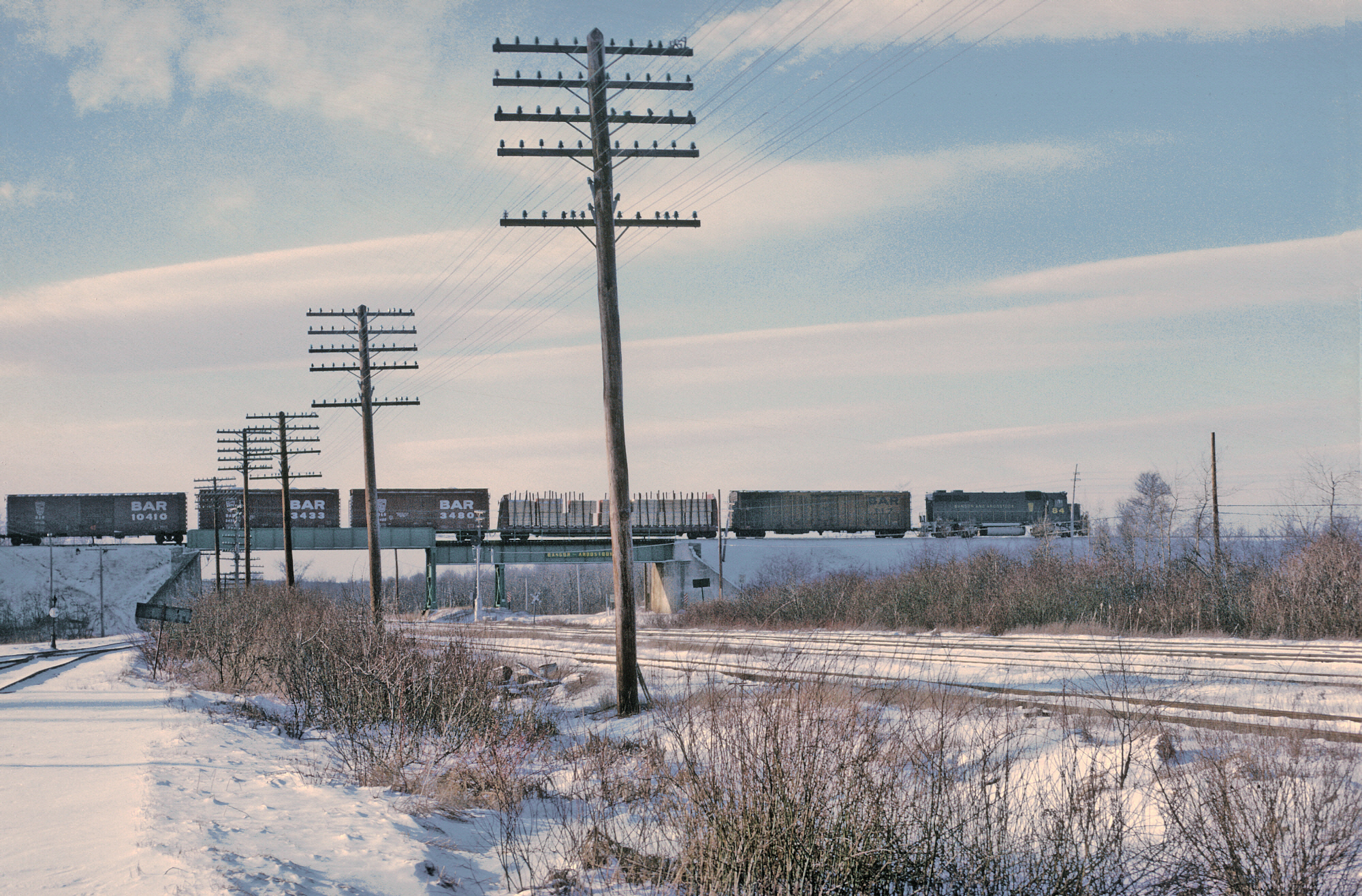
1970: Ein BAR-Güterzug überquert die MEC-Strecke in Northern Maine Junction

Da die Strecke die Stadt Bangor nur westlich tangierte, benötigte die Bahn eine Verknüpfungsstelle mit der Maine Central Railroad. An der Kreuzung mit dieser Bahn entstand der Bahnhof Northern Maine Junction, der sowohl dem Personen- als auch dem Güterverkehr als Umschlagplatz diente. Es entstanden Gleisverbindungen in alle Richtungen sowie umfangreiche Abstellanlagen. Am südlichen Ende der Strecke wurde außerdem ein kurzer Abzweig zum Cape Jellison gebaut, der nur dem Güterverkehr diente.
Ab 1919 gehörte die Strecke der BAR, die schon ab 1907 den Betrieb führte und die Strecke gepachtet hatte. Die Strecke wurde 1924 im Stadtgebiet von Searsport um etwa anderthalb Kilometer bis zu einem neuen Hafen bei Mack Point verlängert. Der Personenverkehr zwischen Northern Maine Junction und Searsport ruht seit 1933, auf der restlichen Strecke seit dem 4. September 1961. Seit dem 9. Januar 2003 betreibt die Montreal, Maine and Atlantic Railway den Güterverkehr auf der Strecke, die 2014 unter dem Namen Central Maine and Quebec Railway neu aufgestellt wurde.

## Streckenbeschreibung
Am nördlichen Ende der Strecke liegt der Bahnhof South Lagrange, vor der Eröffnung der Northern Maine Seaport Railroad ein Durchgangsbahnhof der Bangor&Aroostook. Später baute die BAR von diesem Bahnhof aus noch eine Strecke gerade nach Norden, sodass der Bahnhof zu einem Kreuzungsbahnhof ausgebaut wurde. Die Gleiskreuzung war ebenerdig.
Die Strecke verläuft relativ geradlinig in Richtung Südwesten durch Wälder und überquert mehrere kleinere Flüsse. Bei Hudson, wo sie die Staatsstraße 43 kreuzt, biegt die Bahn in Richtung Süden ab. Die Strecke durchquert das Stadtgebiet von Bangor im Nordwesten der Stadt, tangiert dabei den Flughafen, zu dem jedoch kein Gleisanschluss liegt, und erreicht dann den Kreuzungsbahnhof Northern Maine Junction. Die Hauptstrecke der Maine Central wird über eine Brücke gequert. Der Abschnitt von South Lagrange bis zum nördlichen Abzweig auf die Maine Central Railroad war zweigleisig gebaut worden, ist inzwischen jedoch auf ein Gleis zurückgebaut.
Südlich der Kreuzung, aber noch im Bereich des Bahnhofs schließt sich eine sechsgleisige Abstellanlage an, die noch heute genutzt wird. Einige hundert Meter weiter unterquert die Bahnstrecke die Interstate 95. Die Strecke verläuft dann recht kurvenreich durch das Hügelland westlich des Penobscot River, dessen Ufer sie bei Sandy Point erreicht. Danach biegt die Strecke nach Westen ab und endet schließlich am Hafen von Searsport östlich der Stadt. Südöstlich von Stockton Springs befand sich früher die kurze über ein Gleisdreieck angeschlossene Stichstrecke nach Cape Jellison.
Besondere Kunstbauten waren auf der Strecke nicht notwendig. Lediglich einige kleinere Flussbrücken und die Brücke über die Maine Central Railroad sind erwähnenswert.

## Personenverkehr
Anfangs verkehrten drei Zugpaare über die gesamte Strecke. Im Personenverkehr war die Strecke ab 1907 jedoch geteilt, da alle Züge über die Maine Central Railroad von und nach Bangor verkehrten. Die Brücke über die Maine Central Railroad wurde daher nicht mehr im Personenverkehr befahren.
Der Fahrplan vom 28. September 1913 sah an Werktagen vier Züge zwischen Northern Maine Junction und South Lagrange sowie zwei Züge zwischen Northern Maine Junction und Searsport vor. Mit einigen Zügen fand in Northern Maine Junction eine Übergabe von Kurswagen von und zu Zügen aus Richtung Portland und Boston statt. Von Northern Maine Junction betrug die Fahrzeit nach South Lagrange 40 bis 50 Minuten, nach Searsport 65 Minuten.
Ab 1933 fuhren Busse nach Searsport und nur noch drei Zugpaare in Richtung South Lagrange. Kurz vor Einstellung des Personenverkehrs 1961 fuhr auf der Strecke noch der Potatoland Special Northern Maine Junction–Caribou. Nach Bangor musste man zuletzt in den Bus umsteigen, konnte jedoch eine durchgehende Fahrkarte lösen. Auf der Strecke bis South Lagrange wurde nicht mehr gehalten, der nächste Zwischenhalt war erst Millinocket.